# Сміле (Новгород-Сіверський район)
Смі́ле — село в Україні, у Понорницькій селищній громаді Новгород-Сіверського району Чернігівської області. Населення становить 23 осіб. До 2019 орган місцевого самоврядування — Деснянська сільська рада.

## Географія
Селом протікає річка Головесня, права приока Десни.

## Символіка
На гербі зображений сміливий лебідь, який немов канатохідець стоїть на булаві. Наверщя булави символізує річку Головесню яка протікає селом. Лебідь символізує Мезинський національний природний парк.

## Історія
12 червня 2020 року, відповідно до розпорядження Кабінету Міністрів України № 730-р «Про визначення адміністративних центрів та затвердження територій територіальних громад Чернігівської області», увійшло до складу Понорницької селищної громади.
19 липня 2020 року, в результаті адміністративно-територіальної реформи та ліквідації Коропського району, увійшло до складу Новгород-Сіверського району Чернігівської області.